# دائرة العقلة
دائرة العقلة إحدى دوائر ولاية تبسة الجزائرية . عاصمتها  العڤلة وتضم بلديات : 
- المزرعة
- بجن
- سطح قنطيس
- العقلة